# مات سكواير
مات سكواير (بالإنجليزية: Matt Squire)‏ هو منتج أغاني، مهندس صوت، مهندس ميكساج، وكاتب أغاني أمريكي حاصل على عدة شهادات بلاتينية. من بين الفرق والفنانين الذين ساهم معهم في الإنتاج أو كتابة الأغاني أو الميكساج أريانا غراندي، بانيك! آت ذا ديسكو، ديمي لوفاتو، سيلينا غوميز، كشا، ون دايركشن، بي ميلير، كرولا، صم 41، و ثري أوه ثري.

## إنجازات
| الفرقة                   | ألبوم/أغنية منفردة                                | شهادة رابطة صناعة التسجيلات الأمريكية |
| ------------------------ | ------------------------------------------------- | ------------------------------------- |
| بانيك! آت ذا ديسكو       | حمى لا تستطيع أن تتجاوزها - ألبوم                 | بلاتينيتان                            |
| بانيك! آت ذا ديسكو       | "أكتب الذنوب لا المآسي" - أغنية منفردة            | بلاتينيتان                            |
| أريانا غراندي            | "The Way" - أغنية منفردة                          | بلاتينيتان                            |
| Boys Like Girls          | Boys Like Girls - ألبوم                           | ذهبية                                 |
| Boys Like Girls          | "The Great Escape" - أغنية منفردة                 | بلاتينية                              |
| Boys Like Girls          | "Hero/Heroine" - أغنية منفردة                     | ذهبية                                 |
| Boys Like Girls          | "Thunder" - أغنية منفردة                          | ذهبية                                 |
| ثري أوه ثري              | "Starstrukk" (بشراكة مع كيتي بيري) - أغنية منفردة | بلاتينية                              |
| ثري أوه ثري              | Want - ألبوم                                      | ذهبية                                 |
| سيلينا غوميز و the Scene | سنة بلا مطر - ألبوم                               | ذهبية                                 |
| Words Left Unsaid        | "Demons" - أغنية منفردة                           | بلاتينية                              |
| Airspoken                | Sell Out - ألبوم                                  | بلاتينية                              |

## جوائز
- رشح لجائز بوستن الموسيقية 2007

## وصلات خارجية
- مات سكواير على موقع ميوزك برينز (الإنجليزية)
- مات سكواير على موقع أول ميوزيك (الإنجليزية)
- مات سكواير على موقع ديسكوغز (الإنجليزية)

- مات سكواير  على فيسبوك.
- تويتر
- مقابلة مع AbsolutePunk
- "Chairmen of the boards" مقالة لThe Phoenix